# Rositz
Rositz település Németországban, azon belül Türingiában. Lakosainak száma 2708 fő (2023. december 31.).

## Népesség
A település népességének változása:
| Lakosok száma | 2820 | 2808 | 2689 | 2730 | 2708 |
|               | 2017 | 2019 | 2021 | 2022 | 2023 |